# Троцюк, Виктор Павлович
Виктор Павлович Троцюк (бел. Віктар Паўлавіч Трацюк; род. 27 мая 1984, Брест) — белорусский футболист, нападающий.

## Карьера
Футболом начал заниматься в брестском СДЮШОР-5. Первым профессиональный клубом футболиста стала мозырская «Славия», вместе с которой он выступал в Высшей Лиге. В начале 2004 года стал игроком брестского «Динамо», однако закрепиться в команде у футболиста не вышло, через год перейдя в «Берёзу». В 2006 году пополнил ряды пинской «Волны», откуда затем летом был выкуплен брестским «Динамо». В брестском клубе футболист всё также продолжал выступать не на первых ролях, однако стал обладателем Кубка Беларуси и принял участие в квалификационном матче Кубка УЕФА против лиепайского «Металлурга». Затем футболист выступал в «Минске» и «Барановичах».
В 2011 году футболист завершил профессиональную карьеру, играя в футбол в Бресте на любительском уровне. В начале 2021 года присоединился к клубу «Нива» из Долбизно, вместе с которой стал выступать в Второй Лиге. В сезоне 2022 года вместе с клубом стал чемпионом Второй Лиги. Вместе с клубом стал выступать в Первой Лиге, первый свой матч сыграв 15 апреля 2023 года против «Витебска», выйдя на замену на 74 минуте. В августе 2023 года футболист покинул клуб.

## Достижения
«Динамо-Брест»
- Обладатель Кубка Беларуси — 2006/2007

 «Нива» Долбизно
- Победитель Второй Лиги — 2022